# Rezolucja Rady Bezpieczeństwa ONZ nr 413
Rezolucja Rady Bezpieczeństwa ONZ nr 413 została przyjęta jednomyślnie 20 lipca 1977 r.
Po przeanalizowaniu wniosku Wietnamu o członkostwo w Organizacji Narodów Zjednoczonych, Rada zaleciła Zgromadzeniu Ogólnemu przyjęcie tego państwa do swojego grona.

## Źródło
- UNSCR - Resolution 413